# Saint-Jacques-d’Ambur
Saint-Jacques-d’Ambur – miejscowość i gmina we Francji, w regionie Owernia-Rodan-Alpy, w departamencie Puy-de-Dôme.
Według danych na rok 1990 gminę zamieszkiwało 315 osób, a gęstość zaludnienia wynosiła 15 osób/km² (wśród 1310 gmin Owernii Saint-Jacques-d’Ambur plasuje się na 541. miejscu pod względem liczby ludności, natomiast pod względem powierzchni na miejscu 420.).